# Luisa Elisabetta di Curlandia
Luisa Elisabetta di Curlandia (Mitau, 12 agosto 1646 – Weferlingen, 16 dicembre 1690) è stata una principessa di Curlandia, appartenente alla famiglia Kettler ed una langravia consorte d'Assia-Homburg.

## Biografia
Luisa Elisabetta era una figlia del Duca di Curlandia Giacomo Kettler e di sua moglie, la Principessa Luisa Carlotta, primogenita del Principe Elettore Giorgio Guglielmo di Brandeburgo.
Il 23 ottobre 1670 sposò a Cölln il futuro Langravio Federico II d'Assia-Homburg, il famoso Principe di Homburg. Per poter contrarre questo matrimonio Federico si convertì al movimento delle chiese riformate. Questo cambio di fede incrementò le relazioni con le casate, anch'esse riformate, di Brandeburgo e di Assia-Kassel, di cui Amalia di Curlandia, sorella di Luisa Elisabetta, fu Langravia dal 1673. Luisa Elisabetta era una nipote del Principe Elettore Federico Guglielmo I di Brandeburgo, per cui Federico entrò al servizio della Prussia, e fu tra i Comandanti delle truppe dell'Elettorato.
La calvinista Luisa Elisabetta svolse un ruolo significativo nel favorire l'insediamento degli sfollati ugonotti e valdesi nelle città di Friedrichsdorf e di Dornholzhausen e nella formazione di comunità riformate a Weferlingen ed Homburg.

## Discendenza
Luisa Elisabetta e Federico ebbero dodici figli:
- Carlotta (1672-1738), nel 1644 sposò il Duca Giovanni Ernesto III di Sassonia-Weimar (1664-1707);
- Federico (1673-1746), Langravio d'Assia-Homburg dal 1708 al 1746), nel 1700 sposò Elisabetta d'Assia-Darmstadt (1676-1721), (figlia del Langravio Luigi VI d'Assia-Darmstadt, vedovo si risposò nel 1728 con Cristina di Nassau-Wiesbaden (1685-1761), (figlia del Conte Federico di Nassau-Wiesbaden;
- Carlo (1674-1695);
- Edvige (1675-1760), sposò nel 1718 il Conte Adam von Schlieben ((1677-1752);
- Filippo (1676-1703);
- Guglielmina (1678-1770), nel 1711 sposò il Conte Antonio di Aldenburg (1681-1738);
- Eleonora (1679-1763);
- Elisabetta (1681-1707), nel 1701 sposò il Principe Federico Guglielmo I di Nassau-Siegen;
- Giovanna (1682-1698);
- Ferdinando (nato e morto nel 1683);
- Carlo (1684-1688);
- Casimiro (1690-1726), nel 1722 sposò Carlotta di Solms (1690-1751).

## Ascendenza
|                                               |                                        |                                         | Genitori                                       |  |  | Nonni |  |  | Bisnonni            |  |  | Trisnonni                       |  |
|                                               |                                        |                                         |                                                |  |  |       |  |  | 8. Gottardo Kettler |  |  | 16. Gottardo Kettler di Melrich |  |
|                                               |                                        |                                         |                                                |  |  |       |  |  | 8. Gottardo Kettler |  |  | 16. Gottardo Kettler di Melrich |  |
|                                               |                                        | 17. Sibilla Sofia di Nesselrode         |                                                |  |  |       |  |  | 8. Gottardo Kettler |  |  |                                 |  |
| 4. Guglielmo Kettler                          |                                        |                                         |                                                |  |  |       |  |  | 8. Gottardo Kettler |  |  |                                 |  |
|                                               |                                        | 9. Anna di Meclemburgo                  | 18. Alberto VII di Meclemburgo-Güstrow         |  |  |       |  |  |                     |  |  |                                 |  |
|                                               |                                        | 9. Anna di Meclemburgo                  | 18. Alberto VII di Meclemburgo-Güstrow         |  |  |       |  |  |                     |  |  |                                 |  |
|                                               |                                        | 9. Anna di Meclemburgo                  | 19. Anna di Brandeburgo                        |  |  |       |  |  |                     |  |  |                                 |  |
| 2. Giacomo Kettler                            |                                        | 9. Anna di Meclemburgo                  |                                                |  |  |       |  |  |                     |  |  |                                 |  |
|                                               |                                        | 10. Alberto Federico di Prussia         | 20. Alberto I di Prussia                       |  |  |       |  |  |                     |  |  |                                 |  |
|                                               |                                        | 10. Alberto Federico di Prussia         | 20. Alberto I di Prussia                       |  |  |       |  |  |                     |  |  |                                 |  |
|                                               |                                        | 10. Alberto Federico di Prussia         | 21. Anna Maria di Brunswick-Lüneburg           |  |  |       |  |  |                     |  |  |                                 |  |
| 5. Sofia di Prussia                           |                                        | 10. Alberto Federico di Prussia         |                                                |  |  |       |  |  |                     |  |  |                                 |  |
|                                               |                                        | 11. Maria Eleonora di Jülich-Kleve-Berg | 22. Guglielmo di Jülich-Kleve-Berg             |  |  |       |  |  |                     |  |  |                                 |  |
|                                               |                                        | 11. Maria Eleonora di Jülich-Kleve-Berg | 22. Guglielmo di Jülich-Kleve-Berg             |  |  |       |  |  |                     |  |  |                                 |  |
|                                               |                                        | 11. Maria Eleonora di Jülich-Kleve-Berg | 23. Maria d'Austria                            |  |  |       |  |  |                     |  |  |                                 |  |
| 1. Luisa Elisabetta di Curlandia              |                                        | 11. Maria Eleonora di Jülich-Kleve-Berg |                                                |  |  |       |  |  |                     |  |  |                                 |  |
|                                               | 12. Giovanni Sigismondo di Brandeburgo | 24. Gioacchino Federico di Brandeburgo  |                                                |  |  |       |  |  |                     |  |  |                                 |  |
|                                               | 12. Giovanni Sigismondo di Brandeburgo | 24. Gioacchino Federico di Brandeburgo  |                                                |  |  |       |  |  |                     |  |  |                                 |  |
|                                               | 12. Giovanni Sigismondo di Brandeburgo | 25. Caterina di Brandeburgo-Küstrin     |                                                |  |  |       |  |  |                     |  |  |                                 |  |
| 6. Giorgio Guglielmo di Brandeburgo           | 12. Giovanni Sigismondo di Brandeburgo |                                         |                                                |  |  |       |  |  |                     |  |  |                                 |  |
|                                               |                                        | 13. Anna di Prussia                     | 26. Alberto Federico di Prussia (= 10)         |  |  |       |  |  |                     |  |  |                                 |  |
|                                               |                                        | 13. Anna di Prussia                     | 26. Alberto Federico di Prussia (= 10)         |  |  |       |  |  |                     |  |  |                                 |  |
|                                               |                                        | 13. Anna di Prussia                     | 27. Maria Eleonora di Jülich-Kleve-Berg (= 11) |  |  |       |  |  |                     |  |  |                                 |  |
| 3. Luisa Carlotta di Brandeburgo              |                                        | 13. Anna di Prussia                     |                                                |  |  |       |  |  |                     |  |  |                                 |  |
|                                               |                                        | 14. Federico IV del Palatinato          | 28. Ludovico VI del Palatinato                 |  |  |       |  |  |                     |  |  |                                 |  |
|                                               |                                        | 14. Federico IV del Palatinato          | 28. Ludovico VI del Palatinato                 |  |  |       |  |  |                     |  |  |                                 |  |
|                                               |                                        | 14. Federico IV del Palatinato          | 29. Elisabetta d'Assia                         |  |  |       |  |  |                     |  |  |                                 |  |
| 7. Elisabetta Carlotta del Palatinato-Simmern |                                        | 14. Federico IV del Palatinato          |                                                |  |  |       |  |  |                     |  |  |                                 |  |
|                                               |                                        | 15. Luisa Giuliana di Nassau            | 30. Guglielmo I d'Orange                       |  |  |       |  |  |                     |  |  |                                 |  |
|                                               |                                        | 15. Luisa Giuliana di Nassau            | 30. Guglielmo I d'Orange                       |  |  |       |  |  |                     |  |  |                                 |  |
|                                               |                                        | 15. Luisa Giuliana di Nassau            | 31. Carlotta di Borbone-Montpensier            |  |  |       |  |  |                     |  |  |                                 |  |
|                                               |                                        | 15. Luisa Giuliana di Nassau            |                                                |  |  |       |  |  |                     |  |  |                                 |  |